# Wing Aircraft Co
 (juin 2015).
Ingénieur chez North American Aviation durant la Seconde Guerre mondiale, George S Wing (?-août 1990)inventa le rivet semi-tubulaire (Hi-Shear rivet), qui fut utilisé pour la première fois sur le North American P-51 Mustang. Ce type de rivet assurait un gain de poids important et facilitait la production. Après avoir quitté North American, il créa à Torrance, Californie, la Hi-Shear Rivet Tool Co, devenu par la suite Hi-Shear Corp. Pilote privé, passionné par l’aviation, il a aussi fondé la  Wing Aircraft Company pour produire un petit bimoteur biplace, le Wing Derringer, dessiné à sa demande par John W Thorp.